# Sericopimpla todii
Sericopimpla todii är en stekelart som beskrevs av Sathe och Inamdar 1990. Sericopimpla todii ingår i släktet Sericopimpla och familjen brokparasitsteklar. Inga underarter finns listade i Catalogue of Life.